# Ucha'an K'an B'alam
Ucha'an K'an B'alam était un ajaw de la ville maya d'Aguateca. Il est le père et le prédécesseur de Tan Te' K'inch. La stèle 19 décrit une bataille que son fils a livrée et elle donne également le nom d'Ucha'an K'an B'alam. Il est probablement mort en 748 , date où laquelle son fils Tan Te'K'inch accède au trône